# Бриджпорт (Коннектикут)
Бриджпорт (англ. Bridgeport) — город-порт в США, в штате Коннектикут, на берегу пролива Лонг-Айленд. Население — 144,2 тыс. человек (2010). Крупнейший город штата, часть агломерации Большой Бриджпорт. Является значимым промышленным районом. Развиты военная промышленность, машиностроение, металлообработка, изготовление электронного оборудования.

## История
Основан в 1639 году. 
Добыча угля в Бриджпорте началась в 1880-х годах, привлекая большое количество иммигрантов из Мексики. К 1930 году в городе проживало около 750 мексиканцев и американцев мексиканского происхождения, большинство из которых работали на шахтах.

### Репатриация мексиканских шахтеров
В начале 1930-х годов Великая депрессия тяжело сказалась на угольной промышленности Техаса, что привело к закрытию многих шахт, включая шахты в Бриджпорте. Это событие привело к массовой репатриации мексиканских шахтеров и их семей обратно в Мексику.
Закрытие шахт в ноябре 1931 года оставило шахтеров без работы и средств к существованию. Мексиканское консульство не имело ресурсов для организации их возвращения, а обращение в американский Красный Крест первоначально не принесло результатов. Местные власти и общественные организации Бриджпорта, обеспокоенные растущими расходами на помощь безработным, начали сбор средств на репатриацию.
В декабре 1931 года, после частичной выплаты задолженности по заработной плате, начался отток шахтеров из Бриджпорта. Железнодорожные компании предложили льготные тарифы на перевозку до мексиканской границы. К началу 1932 года большинство мексиканских семей покинули город.

## География
Согласно данным бюро статистики США, город занимает общую площадь 50 км², из которых 41 км² приходится на сушу и 9 км² — на водные ресурсы, что составляет 17,5 % от площади города.

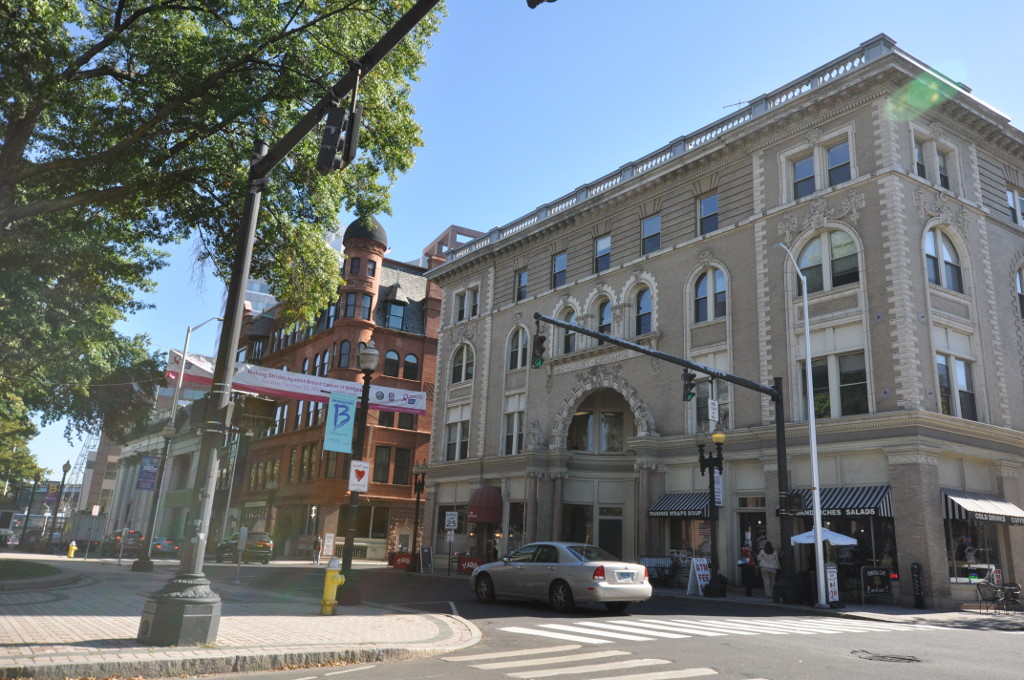

### Климат
Бриджпорт расположен на границе влажного субтропического и влажного континентального климата (Cfa/Dfa согласно классификации климата Кёппена), поэтому лето очень тёплое и влажное, а зима холодная и снежная. Абсолютного максимума температура в городе достигала в июле 1957 года (39,4 °C), рекордно низкая температура была зафиксирована в январе 1984 года (-21,7 °C). Самой снежной в Бриджпорте была зима 1996 года (тогда выпало 195 см снега).
| Показатель                                                                | Янв. | Фев. | Март | Апр. | Май  | Июнь | Июль | Авг. | Сен. | Окт. | Нояб. | Дек. | Год  |
| ------------------------------------------------------------------------- | ---- | ---- | ---- | ---- | ---- | ---- | ---- | ---- | ---- | ---- | ----- | ---- | ---- |
| Абсолютный максимум, °C                                                   | 21   | 19   | 29   | 33   | 36   | 36   | 39   | 38   | 37   | 32   | 26    | 24   | 39   |
| Средний суточный максимум, °C                                             | 3,6  | 4,7  | 8,6  | 14,6 | 20,2 | 25,4 | 28,6 | 27,7 | 24,1 | 18,0 | 12,0  | 6,6  | 16,2 |
| Средняя температура, °C                                                   | −0,3 | 0,6  | 4,1  | 10,0 | 15,6 | 20,9 | 24,3 | 23,6 | 19,8 | 13,6 | 7,8   | 2,8  | 11,9 |
| Средний суточный минимум, °C                                              | −4,2 | −3,5 | 0,2  | 5,4  | 10,9 | 16,4 | 19,9 | 19,4 | 15,4 | 9,1  | 3,6   | −1   | 7,6  |
| Абсолютный минимум, °C                                                    | −22  | −21  | −16  | −8   | −1   | 5    | 9    | 7    | 2    | −3   | −11   | −20  | −22  |
| Среднее число дней с осадками                                             | 11   | 10   | 11   | 11   | 12   | 11   | 9    | 9    | 8    | 10   | 9     | 12   | 125  |
| Норма осадков, мм                                                         | 81   | 79   | 104  | 106  | 91   | 96   | 84   | 101  | 101  | 98   | 79    | 101  | 1121 |
| Источник: Национальное управление океанических и атмосферных исследований |      |      |      |      |      |      |      |      |      |      |       |      |      |

## Население
- 1950—159 тыс. чел
- 2006—138 тыс. чел.